# Ajmal Kasab
Mohammed Ajmal Amir Kasab (Faridkot, 13 juli 1987 – Puna, 21 november 2012) was een Pakistaanse militant en lid van de Lashkar-e-Taiba. Hij was een van de deelnemers aan de aanslagen in Mumbai in 2008 en was de enige van de tien terroristen die uiteindelijk levend in handen van de politie kwam. Kasab was in India een van de meest gehate mensen.
De aanslagen vonden plaats op verschillende plaatsen in Mumbai, onder meer in het historische spoorwegstation Chhatrapati Shivaji Terminus. Dit station is een van de plaatsen waar Kasab mensen doodde. De aanslagen duurden drie dagen en kostten aan minstens 164 mensen het leven, 308 mensen raakten gewond. Op 3 mei 2010 werd Kasab door de rechtbank schuldig bevonden op 80 punten, waaronder 'moord' en (hierop staat de doodstraf:) 'het voeren van oorlog tegen India'. Op 6 mei 2010 werd hij ter dood veroordeeld door dezelfde rechtbank. De Bombay High Court en het Supreme Court bevestigden het vonnis en de veroordeling. In een uiterste poging om de straf te ontlopen diende Kasab een verzoek om clementie in bij de president van India, Pranab Mukherjee, die het verzoek op 5 november 2012 afwees. Op 21 november 2012, om 7.30 uur in de morgen, werd Kasab opgehangen in Yerwada Centrail Jail in Puna, waar hij daarna ook begraven is.